# Wen-Jin Liu
Wen-Jin Liu (Chinees: 刘文金 Liu Wen-Jin; Tangshan, mei 1937) is een Chinees componist, muziekpedagoog en dirigent.

## Levensloop
Liu leert al in jonge jaren de instrumenten erhu, dwarsfluit en banjo te bespelen. Op de middelbare school ontdekt zijn groot muzikaal talent en hij werd gekozen als dirigent van het harmonieorkest. Hij studeerde erhu, sheng, suona, muziektheorie, harmonie, compositie en orkestratie aan het Centraal Muziek-Conservatorium (Chinees: 请参考校园黄页) in Peking en heeft aldaar afgestudeerd in 1961. 
Hij werd dirigent van het China Central Chinese Orchestra (Chinees: 中国中央民族乐团 of 中央民族乐团) een groot orkest in Peking, dat meestal traditionele Chinese instrumenten gebruikt en ook koren begeleidt. Verder wordt hij artistiek directeur van het Chinese Theater voor drama, opera en dans, nu: China Institut of Sing and Dance. 
Vanaf 2001 werd hij door het College of Music Seoul National University in Seoel tot Hoogleraar beroepen. 
Als componist schrijft hij werken voor verschillende genres. Heel bekend werd hij met zijn werken voor traditionele Chinese muziekinstrumenten zoals zijn Erhu Concert: Great Wall Capriccio of ook solowerken voor dit instrument als bijvoorbeeld Capriccio of Samen Xia en Ballade of Northern Hebei. Als componist was hij meerdere malen uitgenodigd naar Europa, Noord-Amerika en Zuid-Amerika, maar vooral in Azië (Japan, Zuid-Korea, Taiwan etc.). 

## Composities

### Werken voor orkest
- 1964 Ballade of Northern Hebei, voor erhu en orkest
- 1980 Erhu Concert: The Great Wall Capriccio (Gedachten over de Chinese Muur), voor erhu en orkest[1]
  1. Journey to the Great Wall
  2. Beacon Fire
  3. The Memorial Ceremony for Fallen Defenders
  4. Look into the Distance
- Ambush from all sides
- Autumn Rhyme, voor erhu en orkest
- Erhu and pipa concert: Fire-Girl in Colorful Dress
- Jasmine
- Liuqin Concerto: A Drinking Song, voor liuqin en orkest
- Moonlight on the Spring River, voor pipa en orkest
- Muse of colorful paints, concert voor guzheng en orkest
- Soul of the Eastern Sword, concert voor pipa en orkest
- The Water-splashing Festival and Scenes of Yunnan
- Theatrical Colours, voor jinghu, sopraan en orkest

### Werken voor harmonieorkest
- 2005 Erhu Concert: The Great Wall Capriccio (Gedachten over de Chinese Muur), voor erhu en harmonieorkest - bewerkt door: Carson Yum

### Vocale muziek

#### Werken voor koor
- Gan Sheng Ling (Earthsongs), voor gemengd koor

#### Liederen
- Yellow Crane Tower, voor zangstem en piano

### Kamermuziek
- 1960 The Sanman Gorge Capriccio, voor erhu en piano
- Ballade of Yubei, voor erhu en piano
- Ballad of Northern Ho Nan, voor harmonica en piano

### Werken voor traditionele Chinese instrumenten
- Adoration for the Yellow River, concert voor banhu
- At the Spinning Wheel, voor sopraanbanhu
- Fantasia of coral, concert voor dubbelnoten banhu
- Lantern festival, voor mezzobanhu
- Legend of A Fan Ti, voor dubbelnoten banhu